# Andrzej Świeżaczyński
Andrzej Świeżaczyński (ur. 1 czerwca 1957 w Warszawie) – polski urzędnik i dyplomata, ambasador w Jordanii (2016–2020).

## Życiorys
Absolwent Wydziału Handlu Zagranicznego Szkoły Głównej Handlowej w Warszawie.
Karierę zawodową rozpoczął w Przedsiębiorstwie Handlu Zagranicznego „Bumar”, gdzie w latach 1982–1995 przeszedł kolejne szczeble od referenta, do kierownika działu eksportu, a następnie Dyrektora Przedstawicielstwa w Belgradzie. W latach 1995–2003 przebywał na placówce w Teheranie – początkowo w ówczesnym Biurze Radcy Handlowego, którym przez prawie dwa lata kierował, a następnie w składzie tamtejszej Ambasady RP. W latach 2003–2006 pracował w Ministerstwie Gospodarki, m.in. na stanowisku naczelnika Wydziału Krajów Pozaeuropejskich w Departamencie Współpracy Dwustronnej. Od 2006 urzędnik mianowany służby cywilnej. Od kwietnia 2006 pracuje w Ministerstwem Spraw Zagranicznych, początkowo w Departamencie Zagranicznej Polityki Ekonomicznej, gdzie był m.in. naczelnikiem Wydziału ds. Relacji Dwustronnych, a od października 2006 zastępcą dyrektora w Departamencie Afryki i Bliskiego Wschodu. W latach 2009–2013 przebywał na placówce w Belgradzie na stanowisku radcy, a następnie I radcy. Po powrocie z placówki ponownie pracował w Departamencie Afryki i Bliskiego Wschodu, zajmując się problematyką dwustronnej współpracy z Irakiem i Iranem. Od 23 września 2016 Ambasador Nadzwyczajny i Pełnomocny w Jordańskim Królestwie Haszymidzkim. Listy uwierzytelniające złożył na ręce króla Abd Allaha II ibn Husajna 7 grudnia 2016. Kadencję zakończył 30 września 2020.
Włada językami: angielskim, rosyjskim, serbskim, chorwackim i podstawami perskiego.